# Knekt
För andra betydelser, se Knekt (olika betydelser).

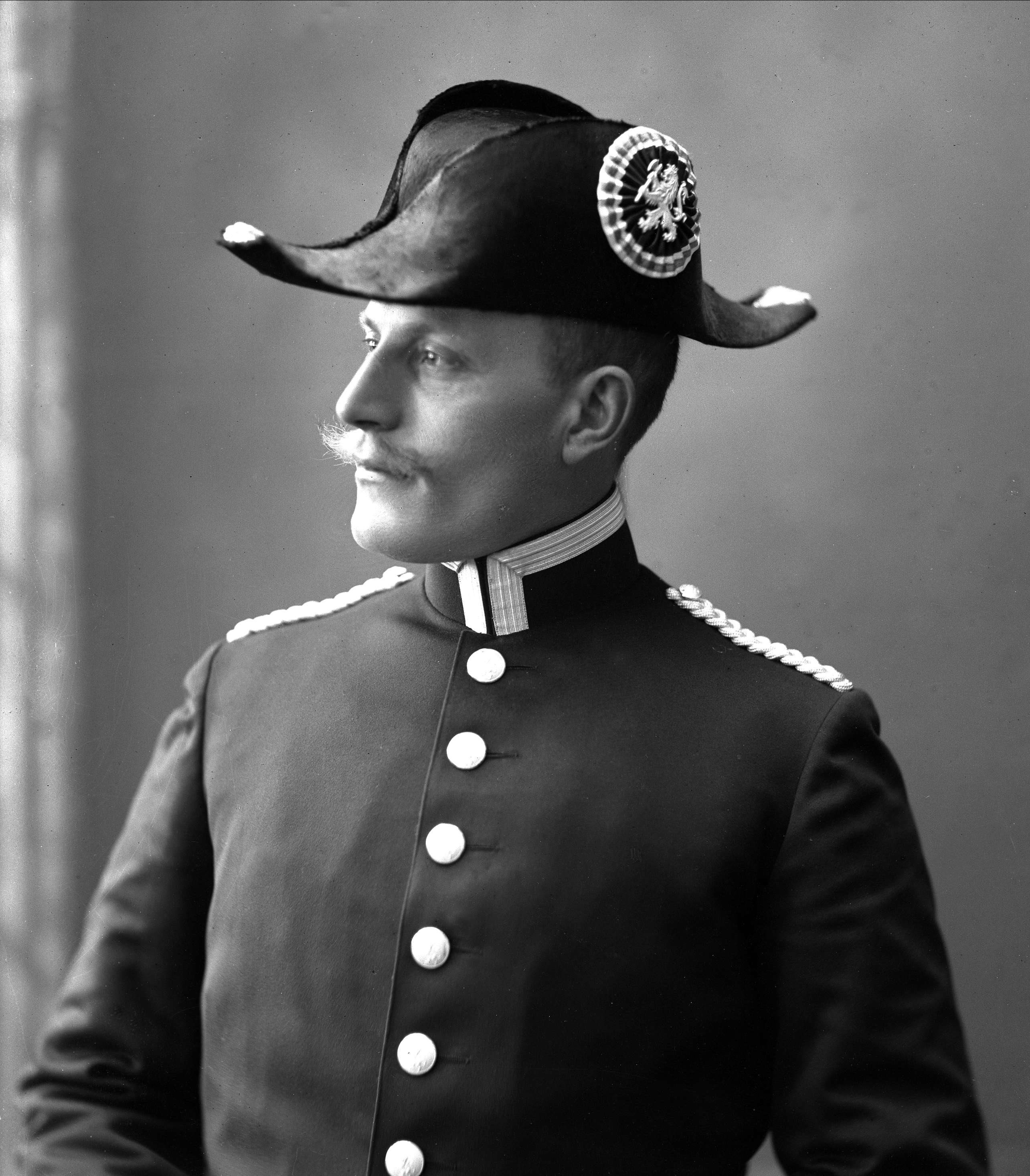
Slottsknekten Holmvaag vid Kungliga slottet i Oslo, 1906

Knekt (av tyska: Knecht, ”tjänare, biträde, dräng, hantlangare”) kommer från en äldre beteckning för fotsoldat. Detta ord förekom redan under medeltiden som benämning på tjänare och gavs även till de värvade trupper som mot betalning tjänade som soldater. Ett särskilt slags knektar var de tyska landsknektarna (ty: landsknechte), jämför bergsknekt.
I Sverige övergick ordet snart till betecknande av fotsoldaten, oberoende av det sätt vilket han blivit anskaffad på, och i denna bemärkelse förekommer det även i Karl XI:s indelningsverk. Sedermera har benämningen knekt blivit utbytt mot soldat.
En slottsknekt var under medeltiden en soldat som ingick i vaktstyrka på kungliga slott och borgar, och under 1500–1800-talen titel på en lägre manlig befattningshavare på kungens eller kronans (eller en stormans) slott, som särskilt övervakade ordningen på slottet.